# Eliminatórias da Copa do Mundo FIFA de 2022 – UEFA (Grupo H)
O Grupo H das eliminatórias da UEFA para a Copa do Mundo FIFA de 2022 foi formado pela Croácia, Eslováquia, Rússia, Eslovênia, Chipre e Malta.
O vencedor do grupo se classificou automaticamente para a Copa do Mundo de 2022. Além dos demais nove vencedores de grupos, os nove melhores segundos colocados avançam para a segunda fase, que será disputada no sistema de play-offs.

## Classificação
|  | Equipes qualificadas para a Copa do Mundo de 2022 |
|  | Equipes qualificadas para a segunda fase          |
|  | Equipes eliminadas                                |

| Pos | Equipe     | Pts | J  | V | E | D | GP | GC | SG  | Classificado                              |  | CRO | RUS | SVK | SVN | CYP | MLT |
| --- | ---------- | --- | -- | - | - | - | -- | -- | --- | ----------------------------------------- |  | --- | --- | --- | --- | --- | --- |
| 1   | Croácia    | 23  | 10 | 7 | 2 | 1 | 21 | 4  | +17 | qualificadas para a Copa do Mundo de 2022 |  | —   | 1–0 | 2–2 | 3–0 | 1–0 | 3–0 |
| 2   | Rússia     | 22  | 10 | 7 | 1 | 2 | 19 | 6  | +13 | qualificadas para a segunda fase          |  | 0–0 | —   | 1–0 | 2–1 | 6–0 | 2–0 |
| 3   | Eslováquia | 14  | 11 | 3 | 5 | 3 | 17 | 10 | +7  | Eliminado                                 |  | 0–1 | 2–1 | —   | 2–2 | 2–0 | 2–2 |
| 4   | Eslovênia  | 14  | 10 | 4 | 2 | 4 | 13 | 12 | +1  | Eliminado                                 |  | 1–0 | 1–2 | 1–1 | —   | 2–1 | 1–0 |
| 5   | Chipre     | 5   | 10 | 1 | 2 | 7 | 4  | 21 | −17 | Eliminado                                 |  | 0–3 | 0–2 | 0–0 | 1–0 | —   | 2–2 |
| 6   | Malta      | 5   | 10 | 1 | 2 | 7 | 9  | 30 | −21 | Eliminado                                 |  | 1–7 | 1–3 | 0–6 | 0–4 | 3–0 | —   |

## Partidas
O calendário de partidas foi divulgado pela UEFA em 8 de dezembro de 2020. As partidas entre 27 de março e a partir de 31 de outubro seguem o fuso horário UTC+1 (rodadas 1–2 e 9–10). Para as partidas entre 28 de março e 30 de outubro o fuso horário seguido é o UTC+2 (rodadas 3–8).
| 24 de março de 2021 | Chipre | 0 – 0                             | Eslováquia | Estádio GSP, Nicósia                       |
| 20:45               |        | Relatório (FIFA) Relatório (UEFA) |            | Público: 0 Árbitro: MKD Aleksandar Stavrev |

| 24 de março de 2021 | Malta        | 1 – 3                             | Rússia                                   | Estádio Nacional, Ta' Qali               |
| 20:45               | J. Mbong 56' | Relatório (FIFA) Relatório (UEFA) | Dzyuba 23' · Fernandes 35' · Sobolev 90' | Público: 0 Árbitro: DEN Peter Kjaesgaard |

| 24 de março de 2021 | Eslovênia  | 1 – 0                             | Croácia | Estádio Stožice, Liubliana                  |
| 20:45               | Lovrić 15' | Relatório (FIFA) Relatório (UEFA) |         | Público: 0 Árbitro: ESP Antonio Mateu Lahoz |

| 27 de março de 2021 | Rússia          | 2 – 1                             | Eslovênia  | Estádio Olímpico, Sóchi                     |
| 15:00               | Dzyuba 26', 35' | Relatório (FIFA) Relatório (UEFA) | Iličić 36' | Público: 13 008 Árbitro: ITA Marco Di Bello |

| 27 de março de 2021 | Croácia     | 1 – 0                             | Chipre | Stadion Rujevica, Rijeka              |
| 18:00               | Pašalić 40' | Relatório (FIFA) Relatório (UEFA) |        | Público: 0 Árbitro: EST Kristo Tohver |

| 27 de março de 2021 | Eslováquia                 | 2 – 2                             | Malta                      | Estádio Anton Malatinský, Trnava       |
| 20:45               | Strelec 49' · Škriniar 53' | Relatório (FIFA) Relatório (UEFA) | Gambin 16' · Satariano 20' | Público: 0 Árbitro: AUT Harald Lechner |

| 30 de março de 2021 | Chipre     | 1 – 0                             | Eslovênia | Estádio GSP, Nicósia                   |
| 18:00               | Pittas 42' | Relatório (FIFA) Relatório (UEFA) |           | Público: 0 Árbitro: SWE Andreas Ekberg |

| 30 de março de 2021 | Croácia                                      | 3 – 0                             | Malta | Stadion Rujevica, Rijeka               |
| 20:45               | Perišić 62' · Modrić 76' (pen) · Brekalo 90' | Relatório (FIFA) Relatório (UEFA) |       | Público: 0 Árbitro: SUI Lionel Tschudi |

| 30 de março de 2021 | Eslováquia             | 2 – 1                             | Rússia        | Estádio Anton Malatinský, Trnava                |
| 20:45               | Škriniar 38' · Mak 74' | Relatório (FIFA) Relatório (UEFA) | Fernandes 71' | Público: 0 Árbitro: ESP Carlos del Cerro Grande |

| 1 de setembro de 2021 | Malta                          | 3 – 0                             | Chipre | Estádio Nacional, Ta' Qali                |
| 20:45                 | Attard 44', 54' · J. Mbong 46' | Relatório (FIFA) Relatório (UEFA) |        | Público: 2 686 Árbitro: ITA Fabio Maresca |

| 1 de setembro de 2021 | Rússia | 0 – 0                             | Croácia | Estádio Lujniki, Moscou                       |
| 20:45                 |        | Relatório (FIFA) Relatório (UEFA) |         | Público: 18 708 Árbitro: ISR Roi Reinshreiber |

| 1 de setembro de 2021 | Eslovênia      | 1 – 1                             | Eslováquia  | Estádio Stožice, Liubliana                |
| 20:45                 | Stojanović 42' | Relatório (FIFA) Relatório (UEFA) | Boženík 32' | Público: 4 034 Árbitro: ROU István Kovács |

| 4 de setembro de 2021 | Chipre | 0 – 2                             | Rússia                         | Estádio GSP, Nicósia                            |
| 18:00                 |        | Relatório (FIFA) Relatório (UEFA) | Erokhin 6' · Zhemaletdinov 55' | Público: 1 645 Árbitro: ESP Alejandro Hernández |

| 4 de setembro de 2021 | Eslovênia        | 1 – 0                             | Malta | Estádio Stožice, Liubliana                   |
| 18:00                 | Lovrić 44' (pen) | Relatório (FIFA) Relatório (UEFA) |       | Público: 4 571 Árbitro: LVA Andris Treimanis |

| 4 de setembro de 2021 | Eslováquia | 0 – 1                             | Croácia      | Tehelné pole, Bratislava                       |
| 20:45                 |            | Relatório (FIFA) Relatório (UEFA) | Brozović 86' | Público: 9 047 Árbitro: POL Bartosz Frankowski |

| 7 de setembro de 2021 | Croácia                                 | 3 – 0                             | Eslovênia | Estádio Poljud, Split                       |
| 20:45                 | Livaja 33' · Pašalić 66' · Vlašić 90+4' | Relatório (FIFA) Relatório (UEFA) |           | Público: 16 237 Árbitro: FRA Clément Turpin |

| 7 de setembro de 2021 | Rússia                         | 2 – 0                             | Malta | Arena Otkrytie, Moscou                     |
| 20:45                 | Smolov 10' · Bakayev 84' (pen) | Relatório (FIFA) Relatório (UEFA) |       | Público: 10 508 Árbitro: TUR Ali Palabıyık |

| 7 de setembro de 2021 | Eslováquia                  | 2 – 0                             | Chipre | Tehelné pole, Bratislava                   |
| 20:45                 | Schranz 55' · Koscelník 77' | Relatório (FIFA) Relatório (UEFA) |        | Público: 6 762 Árbitro: AZE Aliyar Aghayev |

| 8 de outubro de 2021 | Chipre | 0 – 3                             | Croácia                                     | AEK Arena – Georgios Karapatakis, Lárnaca  |
| 20:45                |        | Relatório (FIFA) Relatório (UEFA) | Perišić 45+2' · Gvardiol 80' · Livaja 90+2' | Público: 2 333 Árbitro: ENG Michael Oliver |

| 8 de outubro de 2021 | Malta | 0 – 4                             | Eslovênia                                | Estádio Nacional, Ta' Qali                          |
| 20:45                |       | Relatório (FIFA) Relatório (UEFA) | Iličić 27', 60' · Šporar 49' · Šeško 67' | Público: 3 967 Árbitro: GRE Anastasios Sidiropoulos |

| 8 de outubro de 2021 | Rússia              | 1 – 0                             | Eslováquia | Ak Bars Arena, Cazã                             |
| 20:45                | Škriniar 24' (g.c.) | Relatório (FIFA) Relatório (UEFA) |            | Público: 9 588 Árbitro: ESP Antonio Mateu Lahoz |

| 11 de outubro de 2021 | Chipre                     | 2 – 2                             | Malta                            | AEK Arena – Georgios Karapatakis, Lárnaca |
| 18:00                 | Papoulis 7' · Sotiriou 80' | Relatório (FIFA) Relatório (UEFA) | Z. Muscat 53' · Degabriele 90+8' | Público: 1 405 Árbitro: NED Dennis Higler |

| 11 de outubro de 2021 | Croácia                   | 2 – 2                             | Eslováquia                 | Estádio Gradski vrt, Osijek                |
| 20:45                 | Kramarić 25' · Modrić 71' | Relatório (FIFA) Relatório (UEFA) | Schranz 20' · Haraslín 45' | Público: 9 926 Árbitro: ROU Ovidiu Hațegan |

| 11 de outubro de 2021 | Eslovênia  | 1 – 2                             | Rússia                     | Stadion Ljudski vrt, Maribor                  |
| 20:45                 | Iličić 40' | Relatório (FIFA) Relatório (UEFA) | Diveyev 28' · Dzhikiya 32' | Público: 6 524 Árbitro: POR Artur Soares Dias |

| 11 de novembro de 2021 | Rússia                                                                     | 6 – 0                             | Chipre | Estádio Krestovsky, São Petersburgo           |
| 18:00                  | Erokhin 4', 87' · Smolov 55' · Mostovoy 56' · Sutormin 62' · Zabolotny 82' | Relatório (FIFA) Relatório (UEFA) |        | Público: 10 108 Árbitro: POL Daniel Stefański |

| 11 de novembro de 2021 | Malta               | 1 – 7                             | Croácia                                                                                  | Estádio Nacional, Ta' Qali                |
| 20:45                  | Brozović 31' (g.c.) | Relatório (FIFA) Relatório (UEFA) | Perišić 6' · Ćaleta-Car 22' · Pašalić 39' · Modrić 45+1' · Majer 47', 64' · Kramarić 53' | Público: 4 581 Árbitro: GER Deniz Aytekin |

| 11 de novembro de 2021 | Eslováquia                   | 2 – 2                             | Eslovênia             | Estádio Anton Malatinský, Trnava               |
| 20:45                  | Duda 58' (pen) · Strelec 74' | Relatório (FIFA) Relatório (UEFA) | Zajc 18' · Mevlja 62' | Público: 2 726 Árbitro: FIN Mattias Gestranius |

| 14 de novembro de 2021 | Croácia               | 1 – 0                             | Rússia | Estádio Poljud, Split                       |
| 15:00                  | Kudryashov 81' (g.c.) | Relatório (FIFA) Relatório (UEFA) |        | Público: 30 257 Árbitro: NED Danny Makkelie |

| 14 de novembro de 2021 | Malta | 0 – 6                             | Eslováquia                                        | Estádio Nacional, Ta' Qali             |
| 15:00                  |       | Relatório (FIFA) Relatório (UEFA) | Rusnák 6', 16' · Duda 8', 69', 80' · De Marco 72' | Público: 3 293 Árbitro: CRO Fran Jović |

| 14 de novembro de 2021 | Eslovênia                   | 2 – 1                             | Chipre        | Estádio Stožice, Liubliana                |
| 15:00                  | Zajc 48' · Gnezda Čerin 84' | Relatório (FIFA) Relatório (UEFA) | Kakoullis 89' | Público: 5 117 Árbitro: RUS Sergei Ivanov |

## Artilharia
4 gols
- SVK Ondrej Duda
- SVN Josip Iličić

3 gols
- CRO Ivan Perišić
- CRO Luka Modrić
- CRO Mario Pašalić
- RUS Aleksandr Erokhin
- RUS Artem Dzyuba

2 gols
- CRO Andrej Kramarić
- CRO Lovro Majer
- CRO Marko Livaja
- MLT Cain Attard
- MLT Joseph Mbong
- RUS Fyodor Smolov
- RUS Mário Fernandes
- SVK Albert Rusnák
- SVK David Strelec
- SVK Ivan Schranz
- SVK Milan Škriniar
- SVN Miha Zajc
- SVN Sandi Lovrić

1 gol
- CRO Duje Ćaleta-Car
- CRO Josip Brekalo
- CRO Joško Gvardiol
- CRO Marcelo Brozović
- CRO Nikola Vlašić
- CYP Andronikos Kakoullis
- CYP Fotis Papoulis
- CYP Ioannis Pittas
- CYP Pieros Sotiriou
- MLT Alexander Satariano
- MLT Jurgen Degabriele
- MLT Luke Gambin
- MLT Zach Muscat
- RUS Aleksandr Sobolev
- RUS Aleksei Sutormin
- RUS Andrei Mostovoy
- RUS Anton Zabolotny
- RUS Georgi Dzhikiya
- RUS Igor Diveyev
- RUS Rifat Zhemaletdinov
- RUS Zelimkhan Bakayev
- SVK Lukáš Haraslín
- SVK Martin Koscelník
- SVK Róbert Boženík
- SVK Róbert Mak
- SVK Vernon De Marco
- SVN Adam Gnezda Čerin
- SVN Andraž Šporar
- SVN Benjamin Šeško
- SVN Miha Mevlja
- SVN Petar Stojanović

Gols contra
- CRO Marcelo Brozović (para Malta)
- RUS Fyodor Kudryashov (para a Croácia)
- SVK Milan Škriniar (para a Rússia)